# Vía férrea de Merthyr

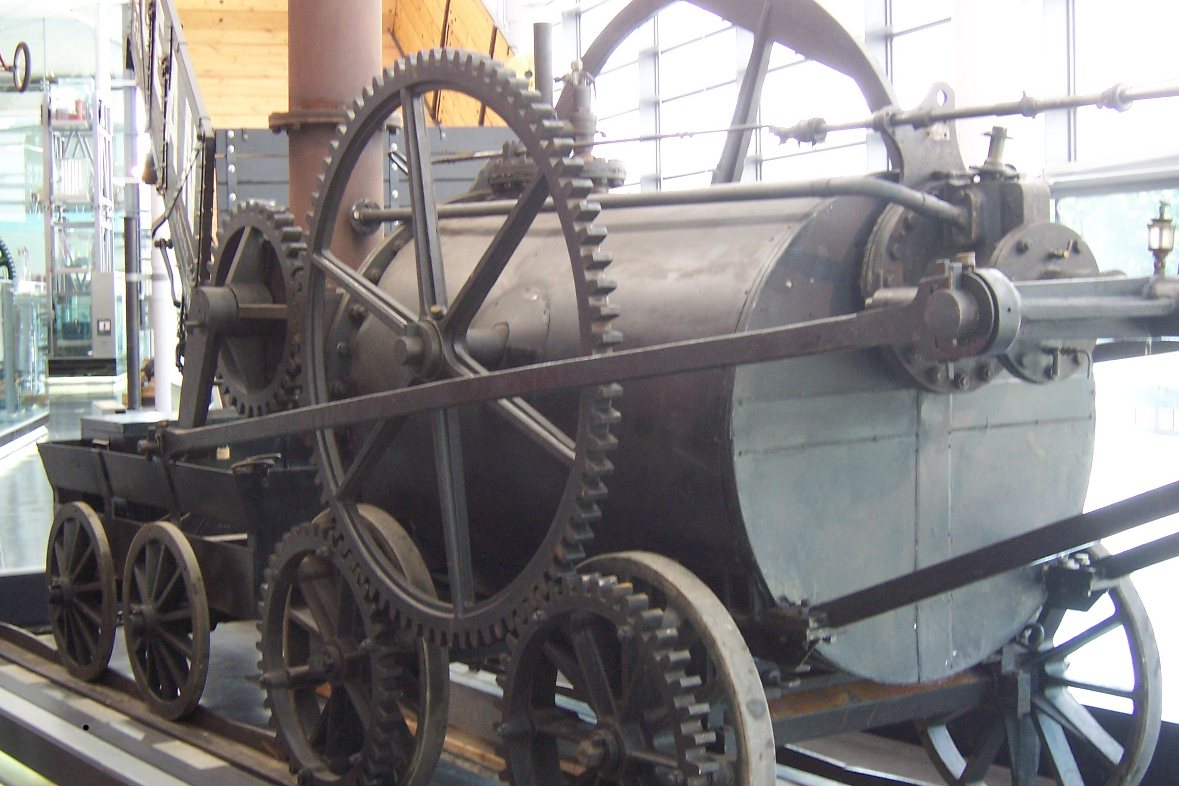
Réplica de la locomotora de Richard Trevithick de 1804

La vía férrea de Merthyr (a veces denominada vía férrea de Penydarren debido a su uso por la locomotora de Trevithick, construida en esa ferrería), era una línea de ferrocarril de 9,75 millas (15,7 km) de longitud que se abrió en 1802, conectando los ramales privados pertenecientes a los Dowlais y Penydarren Ironworks con el Canal de Glamorganshire en Abercynon, de forma que también daba servicio a los Plymouth Ironworks en el trayecto. Se hizo famosa como la línea en la que la locomotora experimental de Richard Trevithick arrastró el primer tren para llevar una carga (consistente en 10 toneladas de hierro). Fue reemplazada en gran medida cuando el Ferrocarril de Taff Vale se inauguró en 1841, y el recorrido dejó de usarse poco a poco desde aproximadamente 1851 durante las dos décadas siguientes.

## Historia
Las cuatro principales ferrerías de Merthyr Tydfil fueron Dowlais (construida en 1759), Plymouth (construida en 1763), Cyfarthfa (construida en 1765) y Penydarren (construida en 1784). Inicialmente, la producción de estas instalaciones se transportaba utilizando caballos de carga o en carros, que recorrían los 40 kilómetros de distancia hasta Cardiff. En 1794, las instalaciones de Cyfarthfa estaban conectadas a Cardiff por el Canal de Glamorganshire, mientras que las otras tres estaban conectadas mediante tranvías tirados por caballos. Richard Crawshay de Cyfarthfa Ironworks tenía la participación mayoritaria en la empresa del canal y reclamó un trato preferencial. La sección superior del canal, con una fuerte demanda, sufría problemas de congestión.
Un proyecto de ley para un tranvía de Merthyr a Cardiff fue rechazado en el Parlamento en 1799 por la oposición de los propietarios del Canal de Glamorganshire, pero la sección superior de la línea propuesta se construyó de todos modos, aunque la Ley de la concesión del Canal de Glamorganshire hubiera podido impedirlo de haberse hecho efectiva.
El ingeniero de la nueva vía férrea era George Overton y la construcción comenzó en 1800 bajo la supervisión de Richard Hill de Plymouth Ironworks. Se completó en 1802.
La compañía Dowlais ya tenía vías más estrechas desde sus instalaciones hasta cerca de la cabecera del canal en Merthyr, que se ensancharon a 4 pies 4 pulgadas (1,321 m) para conectar con la nueva línea y permitir su paso.
En 1804, la locomotora de vapor pionera de Trevithick realizó algunos recorridos experimentales en esta línea.
En 1815, un puente de madera sobre el río Taff cerca de Quakers Yard se derrumbó al paso de un tranvía de tracción animal que transportaba hierro desde Penydarren. Todo el tren, incluidos los caballos, el transportista y otras cuatro personas que viajaban en él, cayó al río matando a un caballo, cortando gravemente a otro e hiriendo a dos de las personas.
En 1823 se promovió sin éxito un proyecto de ley para extender la línea a Cardiff. Fueron algunos de los mismos promotores quienes promovieron la Ley para el Ferrocarril de Taff Vale en 1836. Aunque esta vía llegó a Merthyr en 1841, no fue hasta 1851 cuando se completó el Ferrocarril de Dowlais de ancho estándar, lo que permitió su puesta en marcha con locomotoras de vapor. Penydarren Ironworks cerró en 1859. Plymouth Works no cesó la producción de hierro hasta 1880, pero había construido una línea de ancho estándar sobre parte del tranvía en 1871. Al sur de Mount Pleasant, la vía férrea en desuso se levantó alrededor de 1890.
Solo ha sobrevivido una fotografía del tranvía, tomada en 1862, que muestra el ensanchamiento del viaducto de Quaker's Yard.

## Construcción
La línea era una vía única con un ancho de 4 pies 4 pulgadas (1,321 m) (o 4 pies 2 pulgadas (1,27 m) entre el interior de los perfiles) sobre rieles de placa de hierro fundido en forma de L sujetos con bridas. Las placas medían 3 pies (0,9 m) de largo y pesaban 56 libras (25,4 kg) cada una y estaban clavadas en bloques de piedra en bruto de aproximadamente 18 pulgadas cuadradas (116,1 cm²). Incluía numerosos apartaderos para el cruce de trenes, y en Plymouth Ironworks la línea atravesaba un túnel de solo 8 pies (2,4 m) de altura debajo del área de carga de los hornos. El gradiente promedio de Merthyr a Abercynon era de 1 en 145 (6,9 por mil). Cerca de Quakers Yard, dos puentes de madera permitían el cruce de la línea sobre el río Taff, donde el río atraviesa un desfiladero formando un gran bucle. Después del colapso de uno de estos puentes debajo de un tren en 1815, ambos fueron reemplazados por arcos de ladrillo.
Posteriormente se introdujeron elementos de asiento en los que se fijaron las placas de los rieles.

## Operación
Inicialmente, un caballo tiraba de unos cinco vagones del tranvía, haciendo un viaje de ida y vuelta al día. Más tarde se normalizaron trenes de unos 25 vagones arrastrados por 3 caballos. Los propietarios de la línea permitieron que otras personas la usaran pagando un peaje, pero no se sabe si alguien lo hizo. El trabajo regular de la locomotora comenzó en 1832.

## Material rodante
Los vagones tenían aproximadamente 7 pies 6 pulgadas (2,29 m) de largo por 4 pies 4 pulgadas (1,32 m) de ancho en la parte superior. Estaban construidos de madera reforzada con hierro y eran transportados sobre ruedas de hierro fundido de 2 pies 6 pulgadas (0,76 m) a 7 pies 9 pulgadas (2,36 m) de diámetro. Pesaban alrededor de 15 centenas cortas (0,68 t) y transportaban al menos dos toneladas. Había 250 de ellos en 1830.

## Locomotoras
La locomotora de Trevithick construida en Penydarren en 1804 hizo varios trayectos después de su famoso recorrido inicial. En una ocasión se intentó transportar 25 toneladas con éxito. La máquina pesaba alrededor de 5 toneladas y rompió muchos de los rieles de placa de hierro fundido.
En 1829, Stephenson suministró una locomotora de seis ruedas con cilindros inclinados montados en la parte trasera para su uso en las líneas internas de vía más estrecha en Penydarren, que costó 375 libras. En 1832 fue devuelta a Stephenson para convertirla en una locomotora de cuatro ruedas con el fin de facilitar su uso en la vía férrea de Merthyr y, al mismo tiempo, el único tubo de la caldera fue reemplazado por 82 tubos de cobre. En ese momento se le dio el nombre de "Eclipse" y comenzó a trabajar en la vía férrea de Merthyr el 22 de junio de 1832. La chimenea se debió equipar con bisagras para poder pasar por el túnel de Plymouth.
La línea de la Dowlais Company que unía sus instalaciones con la vía férrea de Merthyr tenía una pendiente máxima de 1 en 16,5 (60 milésimas) y se consideraba demasiado empinada para que las locomotoras funcionaran solo por adherencia entre las ruedas y los carriles. En 1832, la Neath Abbey Ironworks suministró una locomotora de cremallera y adherencia de seis ruedas que pesaba 8 toneladas llamada "Perseverance" con cilindros inclinados y chimeneas gemelas (lo que permitía bajarlas junto a la caldera para pasar por el túnel en Plymouth).
Otra locomotora algo similar (pero sin transmisión de cremallera) llamada "Mountaineer" fue construida en 1833 por Neath Abbey Co. para la Dowlais Company. Como los planos incluían una sección transversal del túnel de Plymouth y tenía una chimenea con bisagras, presumiblemente estaba destinada a ser utilizada en la vía férrea de Merthyr (a diferencia de una segunda locomotora más pequeña construida en 1832, que tenía una chimenea fija).
La locomotora 0-6-0 "Dowlais" construido por Neath Abbey en 1836 tenía los cilindros inclinados montados en la parte delantera (a diferencia de las locomotoras anteriores, que los tenían en la parte trasera) y accionamiento de cremallera para su uso en la pendiente de Dowlais.
La "Charles Jordan", recibida de Neath Abbey en 1838, era una locomotora solo de adherencia, muy similar a la "Mountaineer".
El último registro de repuestos suministrados a Dowlais para estas locomotoras data de 1840-1841. Un inventario de 1848 de la planta de Dowlais enumera solo a la "Mountaineer" entre las locomotoras anteriores. En 1856 no se incluyó ninguna locomotora de plataforma.
Las locomotoras tenían una carga máxima por eje de 3 toneladas, y llevaban placas de vía de repuesto para reemplazar las placas rotas. El 1 de abril de 1839 se necesitaron más de 4000 planchas para que el tranvía siguiera funcionando, aunque las tres ferrerías habían suministrado poco más de la mitad de ese número. El 22 de junio de ese año se rompieron 1600 placas más, y se culpó a las máquinas de Dowlais de romper 1450. En julio, se informó de que la vía era casi intransitable, y durante dos días quedó bloqueada por una locomotora de Dowlais descarrilada. Anthony Hill de Plymouth solicitó sin éxito a los Fideicomisarios que las locomotoras fueran prohibidas.